# آیات ثلاث

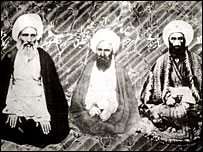
از راست به چپ: شیخ عبدالله مازندرانی، میرزا حسین خلیلی طهرانی، آخوند خراسانی

آیات ثلاث یا مراجع ثلاثه یا ارکان سه‌گانه به سه تن از مراجع تقلید شیعه در اواخر عهد قاجار اطلاق می‌گردد که با امضا نمودن مشروطه و تأیید حکومت مشورتی مشروطیت ایران به آیات ثلاث نجف مشهور شدند. اطلاق و به کار بردن این عنوان از سال ۱۳۲۴ قمری برابر با ۱۲۸۵ شمسی اتفاق افتاد.

## رهبری دینی مشروطه
آیات ثلاث در ایجاد مشروطه و وقایع بعدی نقشی اساسی داشتند. کسروی می‌نویسد اگر دفاع فقهای نجف نبود در ایران کسی به دفاع از مشروطه برنمی‌خواست. زین‌العابدین مراغه‌ای هم می‌نویسد:
«باید عموم ملت از خاص و عام بدانند که اگر این بزرگواران [حاجی میرزا حسینِ حاجی میرزا خلیل طهرانی، آقای آخوند ملا محمد کاظم خراسانی و آقای ملا عبدالله مازندرانی] اقدام نفرموده و خلاصی ملت را وجهه همت خود قرار نمی‌دادند، ملت نائل به این آرزو [کسب مشروطیت] نمی‌شد…» (سیاحتنامه ابراهیم بیگ، ص۷۶۰)

## اسامی آیات ثلاث
این سه تن عبارتند از: میرزا حسین خلیلی تهرانی متوفای سال ۱۳۲۶ قمری در ۹۶ سالگی؛ ملا محمد کاظم هروی خراسانی مشهور به آخوند خراسانی متوفای سال ۱۳۲۹ قمری در سن ۷۴ سالگی، و عبدالله مازندرانی متوفای سال ۱۳۳۰ قمری در ۷۴ سالگی.

## دیگر آیات مشروطه‌خواه عتبات
شایان ذکر است که بزرگان دیگری نیز از مراجع تقلید ساکن نجف و کربلا و سامرا همچون شیخ محمد نمازی شیرازی مشهور به الشریعه اصفهانی و سید اسماعیل صدر اصفهانی (پدر بزرگ سید موسی صدر)، میرزای نائینی و سید علی داماد تبریزی نیز از مراجع تقلید طرفدار مشروطه محسوب می‌شدند؛ ولی با وفات عبدالله مازندرانی در انتهای سال ۱۳۳۰ ق تقریباً بحث زعامت مشروطه در عتبات منتفی شد و با وقوع جنگ جهانی اول و اشغال عراق توسط نیروهای انگلیسی تقریباً این قضیه به فراموشی سپرده شد.

## لزوم عدم اشتباه
عنوان آیات ثلاث برای سه فقیه دیگر در انتهای عصر رضاخان و ابتدای سلطنت محمدرضا پهلوی به کار می‌رفته‌است. این سه عبارتند از سید صدرالدین صدر، سید محمدتقی خوانساری و سید محمد حجت کوهکمری. این سه از شاگردان آخوند خراسانی بوده‌اند. برای عدم اشتباه باید از آیات ثلاث نجف در قبال آیات ثلاث قم استفاده کرد.